# Federation Forest State Park
Der Federation Forest State Park ist ein 619 Acres (251 ha) großer State Park im US-Bundesstaat Washington am White River im King County. Der Park liegt 15 mi (24 km) östlich von Enumclaw an der Washington State Route 410, etwa 30 mi (48 km) vor dem Chinook Pass. Im Park gibt es einen Primärwald mit Douglasien, Hemlocktannen, Sitka-Fichten und Red Cedar. Zu den Einrichtungen des Parks gehören 7 mi (11 km) Wanderwege, Picknick-Plätze und ein Interpretive centre.

## Geschichte

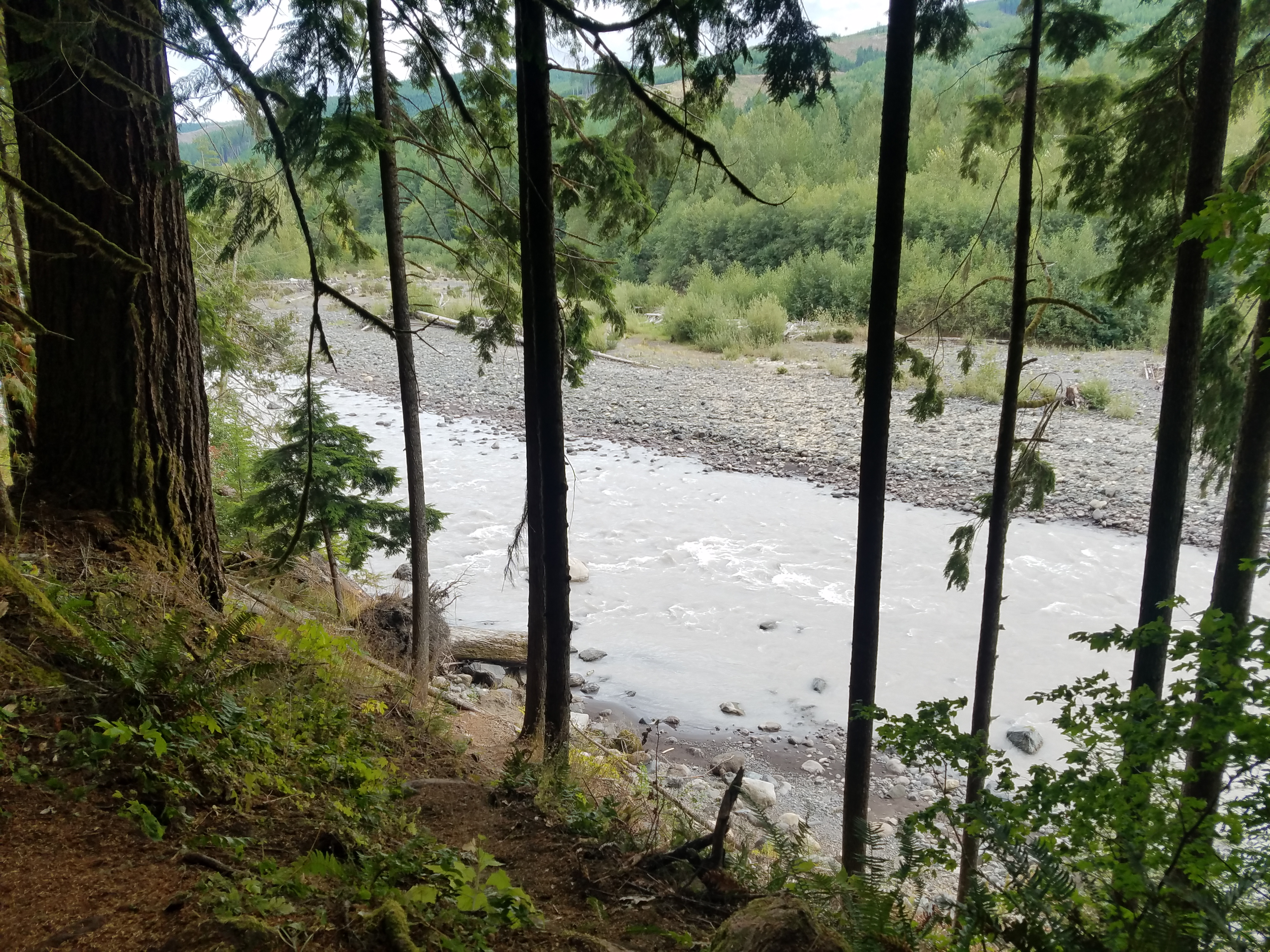
Der White River vom Park aus

Der Name des Parks bezieht sich auf den Verband der General Federation of Women's Clubs in Washington (GFWC-WS), eines Dachverbandes von Frauenorganisationen, der 1890 in der Ära des Progressivismus gegründet wurde. Der GFWC-WS sammelte die ersten 25.000 USD, die 1928 zum Ankauf von Land bei einem Forst-Unternehmen verwendet wurden. Die Mitglieder waren über den schnellen Fortschritt bei der Entwaldung der Gegend besorgt und wollten den verbliebenen Primärwald in Washington erhalten. Der ursprüngliche Park lag etwa 8 mi (13 km) westlich des Snoqualmie Pass und wurde 1934 eingerichtet. In den folgenden Jahren forderten Stürme, die Verbreiterung eines angrenzenden Highways und Baumfällungen Tribut vom Park, so dass die Ländereien 1938 an das Unternehmen zurückverkauft wurden.
Ein Jahrzehnt später wurde der heutige Standort am White River ausgesucht und 1949 als State Park geschützt. Die ortsansässige Lehrerin und GFWC-WS-Mitglied Catherine Montgomery spendete 1958 den Erlös aus einem Grundstücksverkauf für den Park. Dieses Geld wurde zur Errichtung des Catherine Montgomery Interpretive Center verwendet.